# Sven Schelling
Pour les articles homonymes, voir Schelling et triathlon.
Sven Schelling (né le 29 octobre 1983 en Suisse) est un coureur cycliste suisse. Il pratique également le triathlon et le duathlon.

## Palmarès en cyclisme

### Par année
- 2005
  - 3e de Martigny-Mauvoisin amateurs
- 2007
  - Prix des Vins Henri Valloton
  - 3e du championnat de Suisse de la montagne
- 2009
  -  Champion de Suisse de la montagne
- 2010
  -  Champion de Suisse de la montagne
  - Martigny-Mauvoisin
  - 2e du Championnat de Zurich amateurs

### Classements mondiaux
| Année           | 2008 | 2009 | 2010 |
| --------------- | ---- | ---- | ---- |
| UCI Europe Tour | 812e | 764e | 829e |

## Palmarès en duathlon
- 2005
  -  Champion du monde de duathlon des moins de 23 ans
- 2006
  -  Médaillé de bronze au championnat du monde de duathlon des moins de 23 ans